# Лютфи Рюстемов
Лютфи Реянов Рюстемов е български политик, кмет на община Опака, издигнат от ДПС (1999 – 2003, 2005 – 2007, 2007 – 2011, 2011.). Бивш кмет на село Крепча (1995 – 1997). Владее турски, руски и френски език.

## Биография
Лютфи Рюстемов е роден на 13 март 1962 година в село Горско Абланово, България. Завършва специалност „Социални дейности“ в ШУ „Епископ Константин Преславски“.

### Трудов опит
Лютфи Рюстемов е работил като: учител в ОУ „Васил Левски“ – с. Люблен (1983 – 1985), секретар на ОК на ДКМС в с. Горско Абланово (1985 – 1988), завеждащ военен отчет в град Опака (1988 – 1990).

### Политическа кариера
През 1995 година Лютфи Рюстемов става кмет на село Крепча, а по късно на град Опака (1999 – 2003, 2005 – 2007, 2007 – 2011, 2011.). В периода от 2004 до февруари 2005 година е директор на Дирекция „Социално подпомагане“ в община Опака.

#### Избори
От 10 февруари 2005 година, след проведени частични избори за кмет на Община Опака е избран за кмет от листата на ДПС.
На местните избори през 2007 година е избран за кмет от листата на ДПС, печели на първи тур с 55,61 %, втори след него е Седат Мехмедов от Коалиция „Заедно за бъдещето Община Опака“ (СДС, ДСБ) със 17,69 %.
На местните избори през 2011 година е избран за кмет от листата на ДПС. Печели на първи тур с 54,56 %, втори след него е Сабри Ахмедов от ГЕРБ с 43,40 %.